# بينافايجوس
بلدية بينافايجوس (بالإسبانية: Benafigos)‏، هي إحدى بلديات مقاطعة كاستيلون التي تقع في منطقة بلنسية، في شرق إسبانيا.
يبلغ عدد سكانها 190 نسمة وفقاً لإحصائية سنة (2006).